# Romain Blary
Romain Blary (Ruffec, 20 de outubro de 1985) é um jogador de polo aquático francês.

## Carreira
Blary integrou a Seleção Francesa de Polo Aquático que ficou em décimo primeiro lugar nos Jogos Olímpicos de 2016.